# Chimène Badi
Chimène Badi (Melun, Francia; 30 de octubre de 1982), también conocida por su monónimo Chimène, es una cantante francesa.

## Trayectoria artística
Badi nació en Melun, en los suburbios de París, en el seno de una familia de origen argelino. Pasó toda su infancia en el suroeste de Francia. Creció en Villeneuve-sur-Lot con sus padres, Chérifa y Mohammed, su hermana, Déborah, y su hermano, Karim. Su hermana Déborah la animó a perseverar en su canto y Chimène perfeccionó aún más su estilo vocal.
Badi no ganó el reality show francés Popstars, pero lanzó su primer sencillo Entre nous en 2003, que alcanzó el número 1 en las listas francesas. Un álbum del mismo nombre alcanzó el número 4 en las listas nacionales y se convirtió en el quinto álbum francés más vendido de 2003.
Los siguientes álbumes y sencillos de Badi disfrutaron de un éxito moderado en la Europa francófona, incluyendo Valonia y Suiza. También proporcionó el tema principal en francés de la película Le jour d'après (El día después). Trabajó con el productor Guy Roche (Tout contre toi) y la compositora Diane Warren (Tellement beau).
En 2011, Badi hizo una versión del clásico del soul "Ain't No Mountain High Enough" con el cantante estadounidense Billy Paul. Participó en la edición 2019 de Destination Eurovision para intentar representar a Francia en el Festival de la Canción de Eurovisión 2019 en Tel Aviv, Israel, con la canción "Là-haut". Quedó tercera en la final.

## Discografía
| Año  | Álbum                           | Posición | Posición | Posición | Posición | Ventas en Francia |
| Año  | Álbum                           | FR       | FR DL1   | BEL (Wa) | SWI      | Ventas en Francia |
| ---- | ------------------------------- | -------- | -------- | -------- | -------- | ----------------- |
| 2003 | Entre nous                      | 4        | —        | 35       | 10       | 625,000           |
| 2004 | Dis-moi que tu m'aimes          | 1        | —        | 2        | 35       | 1,200,000         |
| 2006 | Live à l'Olympia                | 2        | —        | 3        | 30       | 180,000           |
| 2006 | Le Miroir                       | 3        | 1        | 8        | 34       | 330,000           |
| 2010 | Laisse-les dire                 | 4        | 2        | 3        | 34       | 110,000           |
| 2011 | Gospel & Soul                   | 7        | 7        | 4        | 42       | 250,000           |
| 2015 | Au-delà des maux                | 6        |          | 10       | 61       |                   |
| 2019 | Chimène                         | 25       |          | 14       | 50       |                   |
| 2023 | Chimène chante Piaf             | 4        |          | 5        | 64       | Francia: Oro      |
| 2024 | Gospel & Soul, la voix et l'âme |          |          |          |          |                   |

1 French Digital Charts

## Musical
| Año  | Título | Director    | Notas           |
| ---- | ------ | ----------- | --------------- |
| 2016 | Cats   | Trevor Nunn | Théâtre Mogador |